# Втеча на Відьмину гору (фільм, 1975)
«Втеча на Відьмину гору» (англ. Escape to Witch Mountain) — американський пригодницький фільм 1975 року.

## Сюжет
Брат і сестра, Тоні і Тіа, володіють унікальними здібностями, які хотіли б використовувати в своїх цілях двоє злодіїв. Один видає себе за їхнього дядечка. Інший — відомий всьому світу багач з поганою репутацією. І знаходиться тільки одна людина, яка готова допомогти дітям.

## У ролях
| Актор           | Роль            |
| --------------- | --------------- |
| Кім Річардс     | Тіа Мелоун      |
| Айк Айсенманн   | Тоні Мелоун     |
| Едді Альберт    | Джейсон О'Дей   |
| Рей Мілланд     | Аристотель Болт |
| Дональд Плезенс | Лукас Дераніан  |
| Волтер Барнс    | шериф Парді     |
| Рита Шоу        | місіс Гріндлі   |
| Денвер Пайл     | дядько Бене     |
| Альфред Райдер  | астролог        |
| Лоуренс Монтейн | Уберман         |